# Capasa ocellata
Capasa ocellata là một loài bướm đêm trong họ Geometridae.